# Félix Godefroid
Felix Godefroid (Namur, 24 luglio 1818 – Villers-sur-Mer, 12 luglio 1897) è stato un arpista belga.

## Biografia
Félix Godefroid nacque nel 1818 a Namur, dove suo padre fallì in un'impresa teatrale e si trasferì con la famiglia a Boulogne-sur-Mer, dove aprì una scuola di musica. Nel 1832 Félix entrò al Conservatorio di Parigi per studiare arpa con François Joseph Naderman e Théodore Labarre. Impressionato dall'arpa a pedali, perfezionata da Sébastien Érard, Godefroid scelse di intraprendere la carriera da concertista. Dal 1839 iniziò un brillante tour da solista attraverso l'Europa e il Levante. Nel 1847, Félix Godefroid si stabilì a Parigi dove, finalmente,  fece il suo debutto. Chiamato il "Paganini dell'arpa" divenne un grande virtuoso, dando concerti in tutta Europa.
Oltre ai suoi pezzi per arpa e per pianoforte, dei quali era un virtuoso esecutore, Godefroid compose messe e due opere, La Harpe d'or e La Fille de Saül. Il suo lavoro didattico Mes Exercices pour la Harpe è stato impiegato da diverse generazioni di arpisti.
Il pittore belga Félicien Rops dipinse il suo ritratto nell'agosto 1856.
Anche suo fratello maggiore Jules-Joseph Godefroid (1811-1840) fu un arpista e compositore.
Godefroid morì a Villers-sur-Mer nel 1897. Il Concours Godefroid, istituito per celebrare il centenario della sua morte, si tiene ogni tre anni nella sua città natale di Namur e nelle vicine città belghe.

## Opere
- Mes Exercices pour la Harpe (1891)
- Étude de concert en mi bémol mineur pour harpe (ristampa 1978)